# 安娜·莫里斯
安娜·莫里斯（英語：Anna Morris，1995年6月13日—），英国女子自行车运动员，2022年世界场地自行车锦标赛女子团体追逐赛银牌得主、2023年世界场地自行车锦标赛女子团体追逐赛金牌得主。